# 由布院盆地

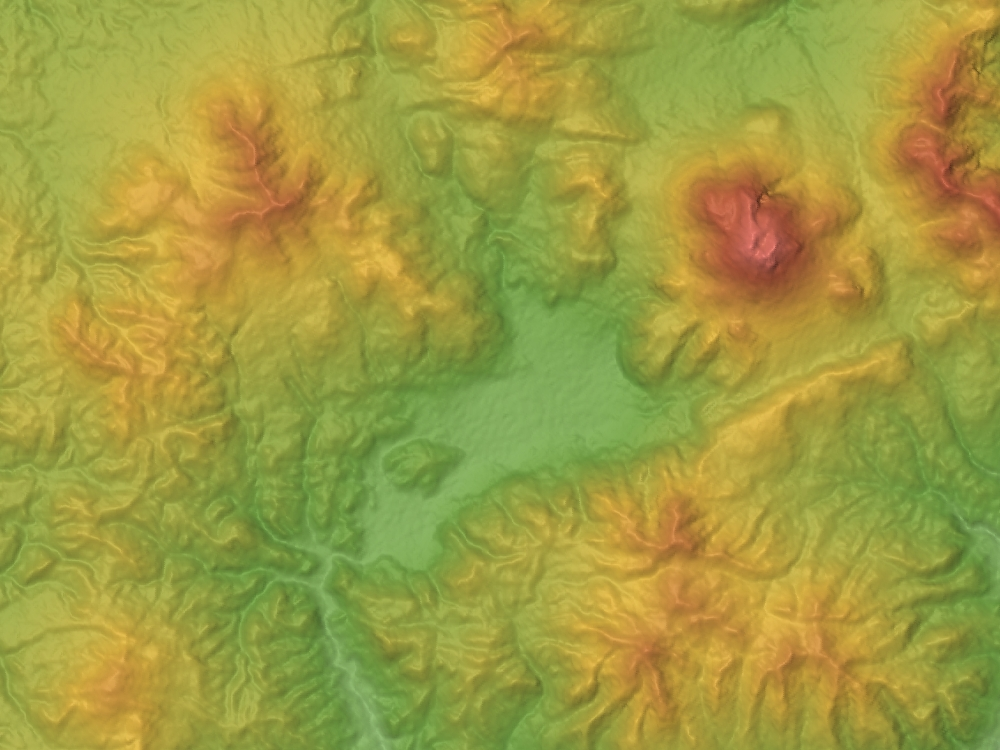
由布院盆地周辺の地形図
右上が由布岳

由布院盆地（ゆふいんぼんち）は、大分県由布市にある盆地。
湯布院盆地とも表記する場合もある。

## 概要
周囲を由布岳をはじめ、雨乞岳、倉木山、城ヶ岳、高尾山、野稲岳、カルト山、福万山といった山々に囲まれた盆地で、北東方向から南西方向にかけてやや細長く延び、由布岳に源を発する大分川が貫流する。
秋から冬にかけて、放射冷却による朝霧が発生して盆地に滞留し、朝霧を貯えた由布院盆地はあたかも湖であるかのような景観を呈する。その幻想的な眺めは由布院を象徴する景色として有名である。特に、やまなみハイウェイの狭霧台（さぎりだい）は由布院盆地を眺望するスポットとして知られている。
伝説では、昔、由布院盆地は大きな湖であったが、由布岳の化神である宇奈岐日女（うなぐひめ、うなぎひめ）が、従者の権現に命じて湖の堤を蹴破らせると、湖の水は川（現在の大分川）となって流れ出し、干上がった湖底が由布院盆地になったとされる。由布院盆地南部の由布市湯布院町川上には宇奈岐日女神社があるが、現在は、宇奈岐日女は祭神となっていない。また、大分川が流れ出る盆地の南西端には、湖の堤を蹴破った権現を祀る蹴裂権現社（けさきごんげんしゃ）がある。

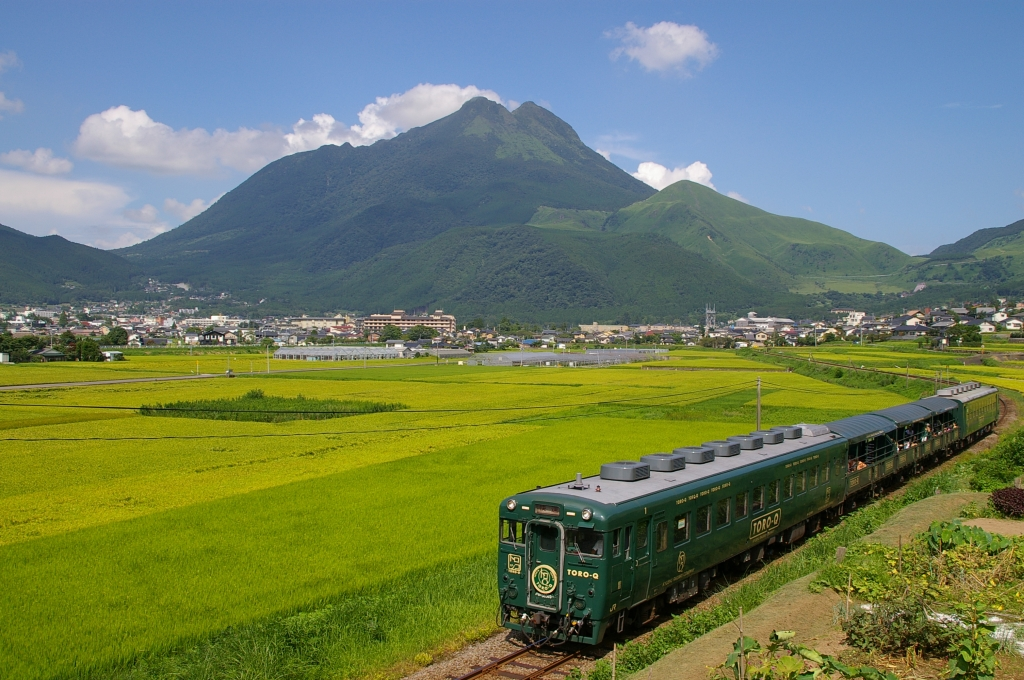
由布院盆地と由布岳
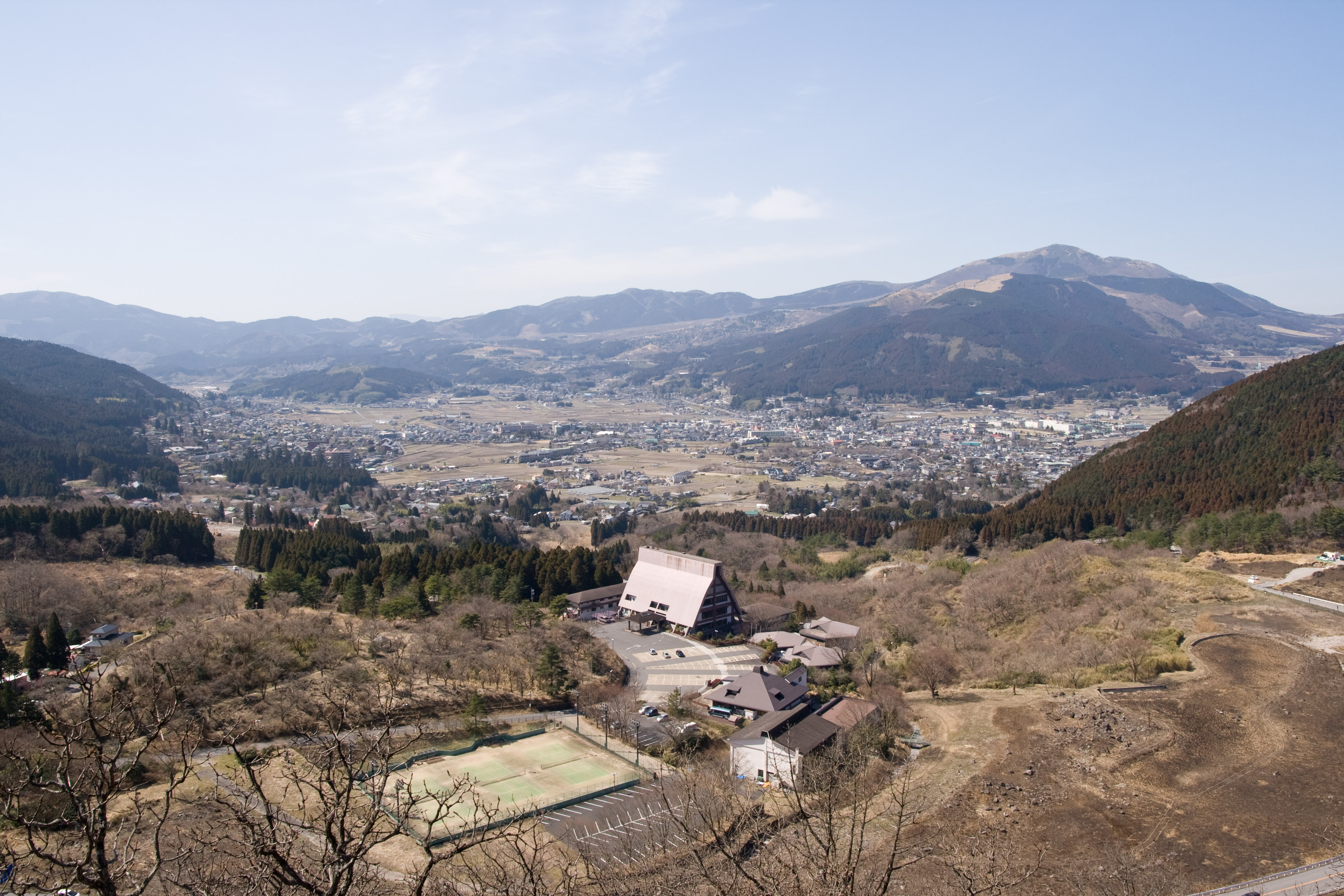
東から（狭霧台から）の由布院盆地